# Стенсет, Нильс Кристиан
Нильс Кристиан Стенсет (Nils Christian Stenseth; род. 29 июля 1949, Фредрикстад, Норвегия) — норвежский биолог и эколог, эволюционист.
Доктор философии (1978), исследовательский профессор Университета Осло, где трудится с 1980 года; член Норвежской академии наук (являлся её президентом), НАН США (2015, иностранный член), Французской АН (2005), РАН (2016, иностранный член); высокоцитируемый исследователь согласно ISI.
Отмечен китайской International Science and Technology Cooperation Award (2020) и медалью почёта Китайской АН (2019). Лауреат ECI Prize (2019).
Окончил Университет Осло (cand. mag. по биологии, зоологии и пр., 1972), там же в 1978 году получил степень доктора философии (Dr. philos.). В 1979—1982 гг. ассоциированный профессор Лундского университета, с 1980 года — Университета Осло, с 1985 года профессор, с 2004 года исследовательский профессор.
Президент IUBS. Шеф-редактор Climate Research.
Член Academia Europaea, TWAS (2018). Почётный доктор (Бельгия, 2001; Франция, 2001), почётный профессор.
Эйнштейновский профессор Китайской АН (2006).
Автор более 600 публикаций, в том числе 15 в Science, 18 в Nature, 36 в PNAS.